# Osttünnen

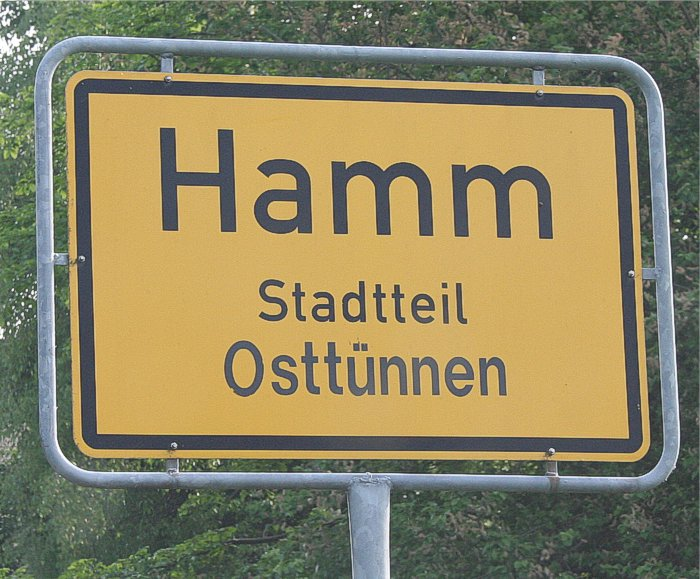
Osttünnen, Ortsschild

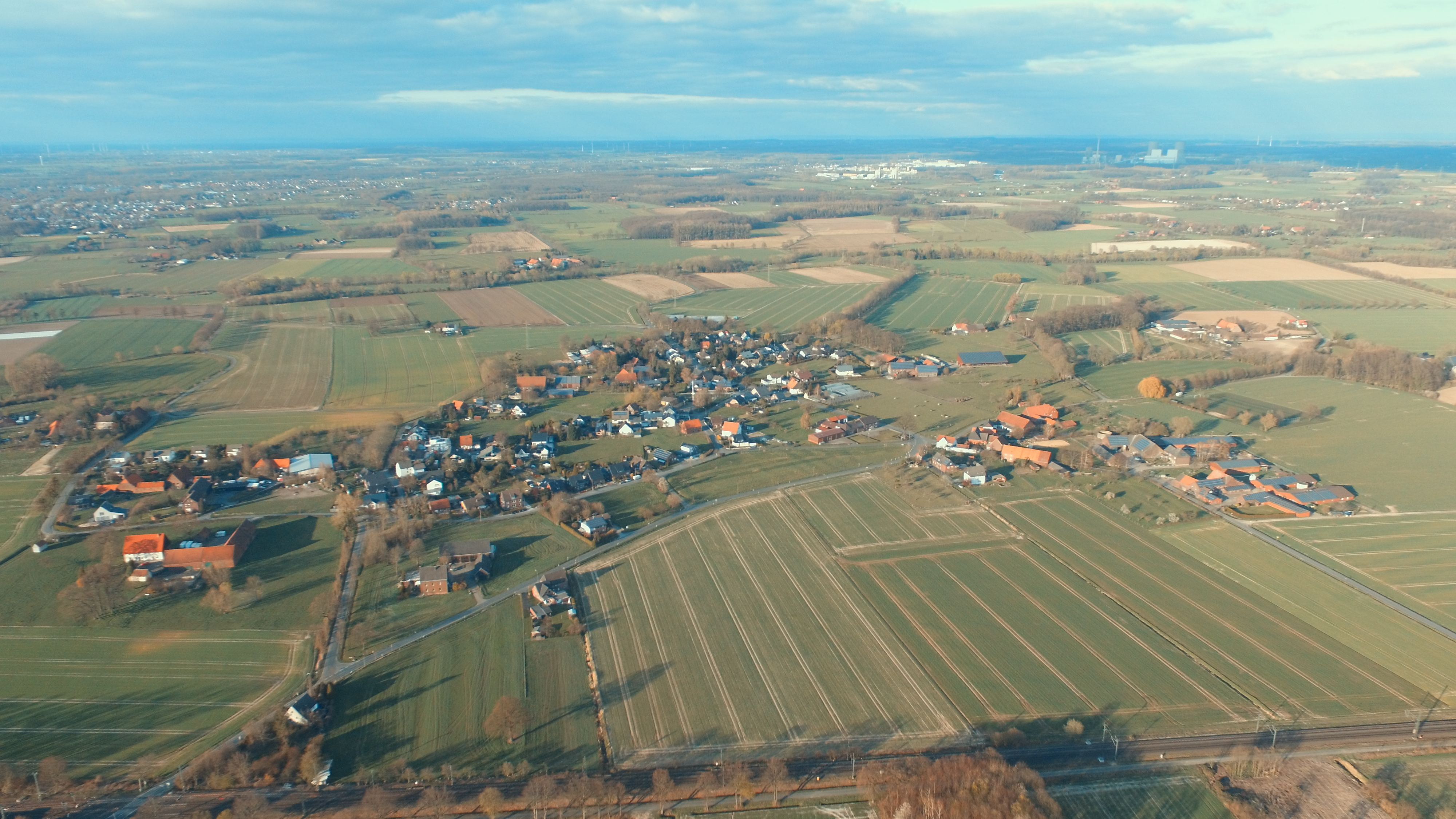
Drohnenfoto Osttünnen

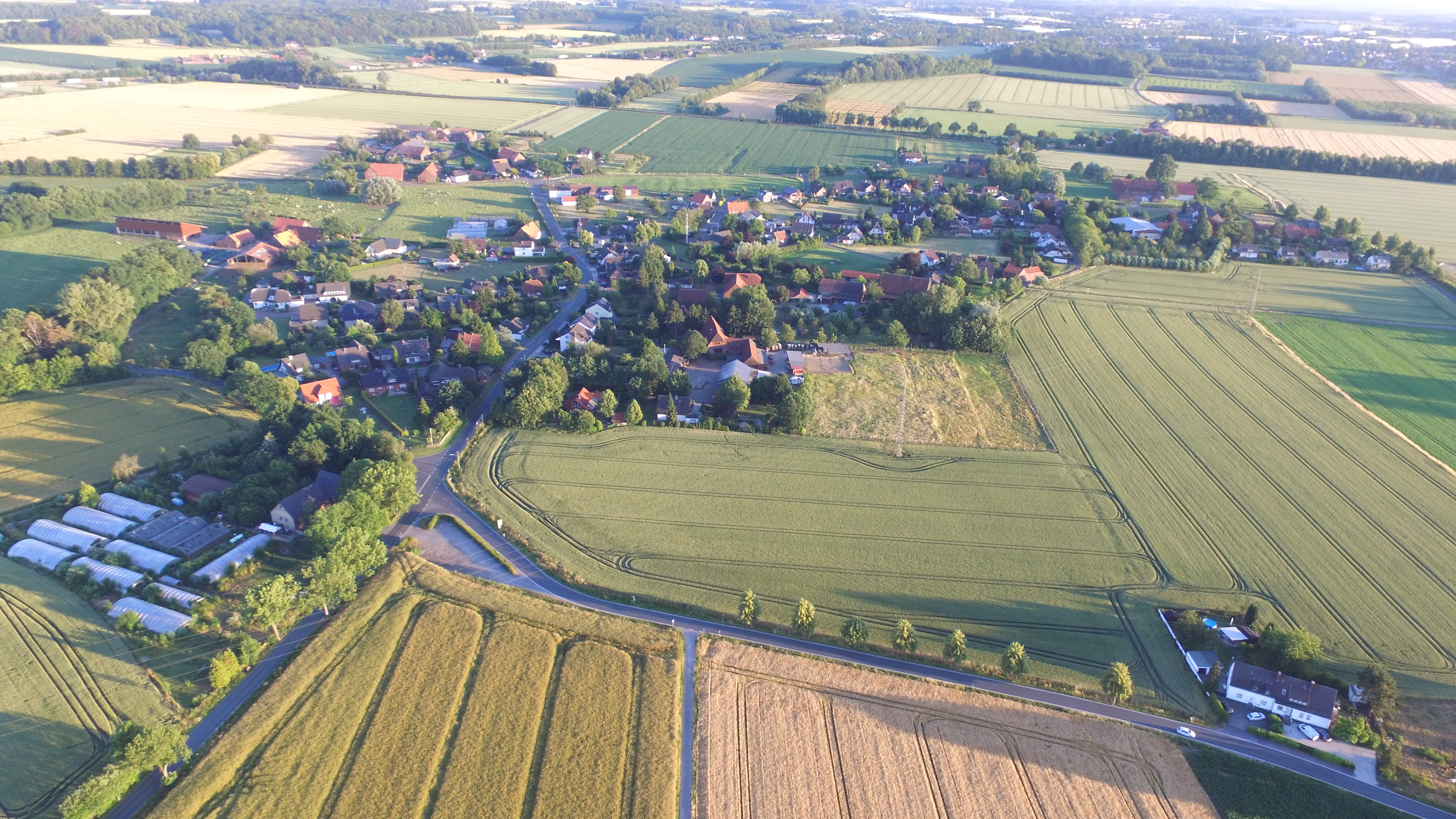
Luftaufnahme Osttünnen 2019

Osttünnen ist ein Stadtteil von Hamm in Nordrhein-Westfalen, liegt im Stadtbezirk Hamm-Rhynern und grenzt an den Stadtteil Westtünnen.
Die Großgemeinde Rhynern ist Namensgeber des im Jahr 1975 neu eingerichteten Stadtbezirks Hamm-Rhynern.

## Geschichte
Osttünnen wurde erstmals urkundlich 1281 als villa Ostungge parrochie Rinere erwähnt. 1392 urkundlich Oestunne belegen in dem kerspele to Rinhere genannt.
Der Name Osttünnen leitet sich von den Edelherren und Grafen von Thunen ab, die ihren Wohnsitz im frühen Mittelalter nördlich der heutigen „Von Thünen-Straße“ zwischen Westtünnen und Osttünnen hatten. Das Dorf entstand erst im 20. Jahrhundert und bestand zunächst aus einzelnen verstreut liegenden Bauernhöfen. Die ersten Eigenheime entstanden in den 1950er und in den 1980er Jahren.
Osttünnen gehörte im Spätmittelalter und der Frühen Neuzeit in eigener Bauerschaft (Oistunne) im Amt Hamm zur Grafschaft Mark. Laut dem Schatzbuch der Grafschaft Mark von 1486 hatten die 13 Steuerpflichtigen in der Bauerschaft zwischen 1 und 6 Goldgulden an Abgabe zu leisten. Im Jahr 1705 waren in der Bauerschaft Osttünnen 18 Steuerpflichtige mit Abgaben an die Rentei Hamm im Kataster verzeichnet.
Im 19. Jahrhundert gehörte Osttünnen bei der Errichtung der Ämter in der preußischen Provinz Westfalen zum Kirchspiel und Amt Rhynern im Kreis Hamm. Im Jahr 1885 gab es in der Landgemeinde Ost Tünnen auf 545 ha Fläche, davon 410 ha Ackerland, 19 ha Wiesen, 35 ha Holzungen, 1 Wohnplatz, 55 Wohnhäuser mit 57 Haushaltungen und 330 Einwohner.
Am 1. Januar 1968 wurde die bis dahin selbständige Gemeinde Osttünnen in die Gemeinde Rhynern eingegliedert. Am 1. Januar 1975 wurde es im Zuge der Gebietsreform in die kreisfreie Stadt Hamm umgegliedert.

## Einwohnerentwicklung
| Jahr | Einwohner |
| ---- | --------- |
| 1849 | 331       |
| 1910 | 366       |
| 1931 | 399       |
| 1956 | 673       |
| 1961 | 593       |

## Infrastruktur
- Neben vier Bauernhöfen, die noch voll erwerbsmäßig arbeiten, gibt es vier Gärtnereien, zwei Arztpraxen, zwei Autowerkstätten, eine Schreinerei, einen Hofverkauf, eine Physiotherapeutin, einen Bauwerkssanierer, einen Energieberater sowie eine landwirtschaftliche Genossenschaft im Ort.
- Der Ort hat weder eine Schule noch Geschäfte oder sonstige öffentliche Einrichtungen.
- Osttünnen liegt nahe der Bundesautobahn 2 und an der Landesstraße 672
- Durch den Ort verläuft die ICE-Bahnstrecke „Hamm – Kassel“
- Für Schüler besteht eine Busverbindung zu den Schulen in Rhynern, Berge und Werries.
- Mittelpunkt ist die Alte Schule in der „Davidisstraße“. Bis in die 1960er Jahre wurden hier die Kinder aus Osttünnen unterrichtet. Die Räume werden von der Freiwilligen Feuerwehr als „Dienstgebäude“, sowie der „Dorfgemeinschaft Osttünnen e. V.“ für Vereinsveranstaltungen genutzt.